# Glam punk

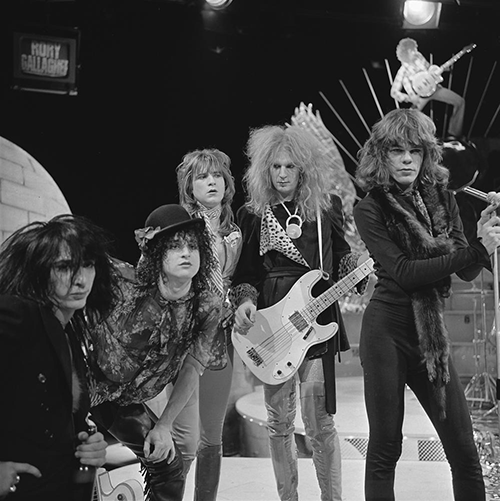
New York Dolls w 1973 roku

Glam punk – gatunek muzyczny, powstały w pierwszej połowie lat 70. w USA z połączenia muzyki punk z glam rockiem, często z elementami rock’n’rolla, hard rocka garage rocka i protopunka. Zespoły tego nurtu używały mody glam rockowej, kojarząc ją z ostrzejszym brzmieniem. Przyczynił się do rozwoju glam metalu pod koniec lat 80., jednak nie zyskał nigdy szerszej popularności.
Do klasycznych zespołów gatunku należą New York Dolls, Hanoi Rocks czy Harlots of 42nd Street, później estetykę zaadaptowali m.in. Manic Street Preachers (początkowo), D Generation i The Strokes.